# Catherine Healy
Catherine Alice Healy, född 1 december 1956, är en nyzeeländsk aktivist för sexarbetares rättigheter, forskare och tidigare sexarbetare. Hon arbetar för avkriminalisering av prostitution och en allmän förbättring av sexarbetares arbetsvillkor. Hon är nationell koordinator och medgrundare av Aotearoa New Zealand Sex Workers' Collective (NZPC).

## Biografi

### Tidiga år
Healy växte upp nära Eastbourne öster om Wellington, som ett av fyra syskon med liberala fritänkare till föräldrar. Som barn var hon inblandad i anti-apartheid-rörelsen, och hon deltog ofta i relaterade demonstrationer och möten. Hennes far avled när hon var 15 år gammal, vilket komplicerade hennes sista high school-år. Healy studerade vidare på lärarhögskolan, och hon inledde sitt yrkesliv som motsvarande grundskolelärare.
Numera (2023) bor hon med sin partner sedan 30 år tillbaka, i sitt barndomshem.

### Lärare och sexarbetare
Under nio års tid, i slutet av 1970- och början av 1980-talet, arbetade Healy som grundskolelärare i Wellington.
Hon introducerades till sexarbete via sin dåvarande lägenhetskompis som visade sig arbeta som prostituerad. Inledningsvis var Healy förskräckt, men hon tog ändå modet till sig och följde med sin kompis ut en kväll; det slutade med att hon tog hem en av kompisens kunder. Vid den tiden bestämde hon sig för att sexarbete inte var något för henne, så hon fortsatte med sitt lärande.
Trots sitt inledande ointresse svarade Healy 1986 på en annons som gällde arbete på ett massageinstitut, i syfte att komplettera sin lärarlön. Hon tog en ett års lång tjänstledighet från lärararbetet, varefter hon beslutade sig för att fortsätta som sexarbetare på heltid. Hon började arbeta på bordeller, inledningsvis på vad som numera är baren General Practitioner på Willis Street.
Healys inkomster som sexarbetare var cirka 2 000 dollar i månaden, att jämföra med lärarlönen på 400 dollar. Stora delar av de extra inkomsterna ägnade hon till ett flitigt utrikes nöjesresande. Under sju års tid arbetade hon som sexarbetare, innan hon slutligen började ägna mer av sin tid och energi åt skyddet av sexarbetare och avkriminaliseringen av prostitution.

### Aktivist, administratör och forskare
| Vänster: Tim Barnett, 2015. Höger: Catherine Healy och Patsy Reddy (generalguvernör), när Healy 2018 mottog Nya Zeelands förtjänstorden. |  | Vänster: Tim Barnett, 2015. Höger: Catherine Healy och Patsy Reddy (generalguvernör), när Healy 2018 mottog Nya Zeelands förtjänstorden. |
| Vänster: Tim Barnett, 2015. Höger: Catherine Healy och Patsy Reddy (generalguvernör), när Healy 2018 mottog Nya Zeelands förtjänstorden. |  | |

1987 etablerades branschorganisationen New Zealand Prostitutes Collective (NZPC; numera känd som Aotearoa New Zealand Sex Workers' Collective), med målet att verka för ökat skydd och avkriminalisering. Healy och hennes kollegor inom NZPC initierade en kampanj för avkriminalisering, vilket slutligen 2003 beslutades av Nya Zeelands parlament. Då hade Healy lett arbetet för avkriminaliseringen tillsammans med dåvarande parlamentsledamoten Tim Barnett. Healy definierar NZPC som en feministisk grupp.
Den 24 februari bjöds Healy in av Oxford Union vid Oxfords universitet, för att debattera huruvida prostitution borde avkriminaliseras. Hon blev den andre nyzeeländaren, efter David Lange, att bjudas in att debattera vid universitetet. Vid universitetet argumenterade hon för avkriminalisering och vann debatten.
Healy är medlem av ett antal olika styrelser och kommittéer. Hon har bjudits in att hålla tal inför det brittiska underhuset och verkar som rådgivare i ämnen och utarbetanden av policier relaterade till prostitution. Nya Zeelands Prostitution Law Review Committee, en rättskommitté instiftad av Nya Zeelands regering för att utvärdera avkriminaliseringen 2003, hade Healy som en av dess medlemmar. Hon har arbetat med fältarbete inom sociologi och varit inblandad i ett flertal forskningsuppdrag. Healy har också arbetat med rådgivning för prostituerade av olika kön, bordellägare och andra verksamma runt prostitution.
Tillsammans med Gillian Abel och Lisa Fitzgerald har Healy författat boken Taking the Crime Out of Sex Work: New Zealand Sex Workers' Fight for Decriminalisation. Boken argumenterar för att avkriminaliseringen har resulterat i bättre arbetsvillkor för prostituerade. Hon bor i Eastbourne.

## Erkännande
1993 tilldelades Healy New Zealand Suffrage Centennial Medal. I samband med drottning Elizabeth II:s födelsedagsfirande 2018 utsågs hon till Dame Companion av Nya Zeelands förtjänstorden, för sitt arbete för sexarbetares rättigheter.